# Semihaşakir, Çıldır
Semihaşakir là một xã thuộc huyện Çıldır, tỉnh Ardahan, Thổ Nhĩ Kỳ. Dân số thời điểm năm 2010 là 147 người.